# Leucania thomasi
Leucania thomasi là một loài bướm đêm trong họ Noctuidae.